# Inis Meáin
Inis Meáin [ˌɪnʲɪʃ ˈmʲɑːnʲ] („mittlere Insel“, ältere Schreibung Inis Meadhóin, anglisiert Inishmaan) ist eine Insel der Republik Irland. Sie gehört zu den Aran-Inseln, die in der Galway Bay liegen und zum County Galway gehören. Sie ist mit 912 ha die zweitgrößte bewohnte und mittig gelegene der drei Hauptinseln dieser Inselgruppe. Die Insel ist in zwei Townlands unterteilt; Carrowntemple im Westen und Carrownlisheen im Osten.
Auf Inis Meáin leben 157 Menschen (Stand 2011). Vom Tourismus ist auf Inis Meáin weniger zu spüren als auf den Nachbarinseln Árainn und Inis Oírr. Die Insel ist eine wichtige Hochburg der traditionellen irischen Kultur. Sie ist Gaeltacht-Region, das heißt die irische Sprache ist die Hauptsprache der Insulaner.
Zwischen Inis Meáin und Árainn verläuft der Gregory’s Sound, der die Inseln voneinander trennt. Inis Meáin ist von Árainn sowie von Doolin und Galway, wohin es auch eine Flugverbindung gibt, aus per Boot zu erreichen. Hauptort der Insel ist An Córa, dort liegt auch der Hafen von Inis Meáin.
Inishmaan gilt als ruhigste und beschaulichste der Aran-Inseln. Schon John Millington Synge schätzte die ruhige und inspirierende Atmosphäre.
Auf der Insel befinden sich die Reste dreier Wedge Tombs. Zwei liegen in der Gemarkung Carrownlisheen (eines davon ist das unter „Leaba Dhiarmada is Ghrainne“ bekannte National Monument). Ein stark gestörtes liegt in Carrowntemple, auf der Westseite der Insel.

## Sehenswürdigkeiten

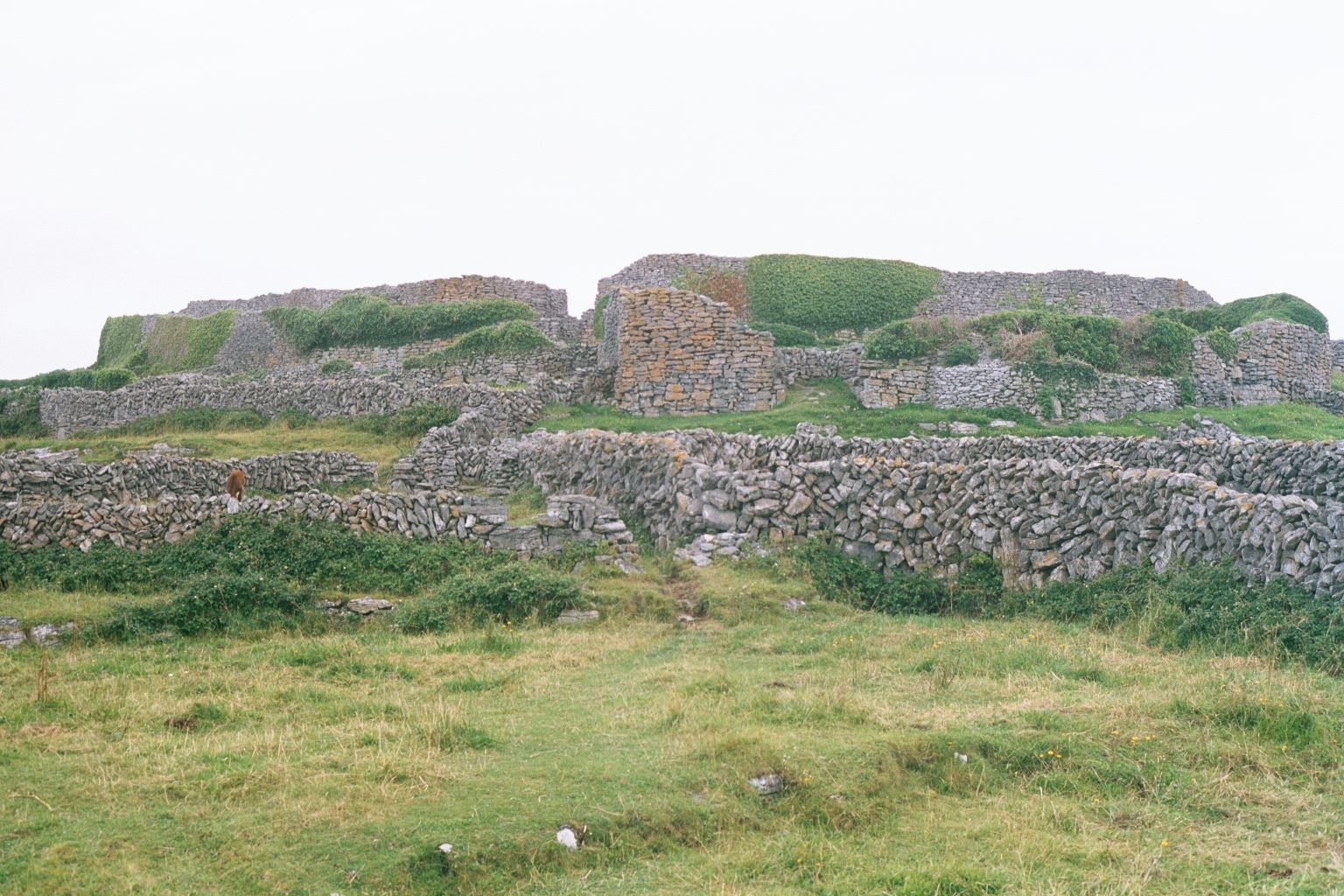
Dún Chonchúir

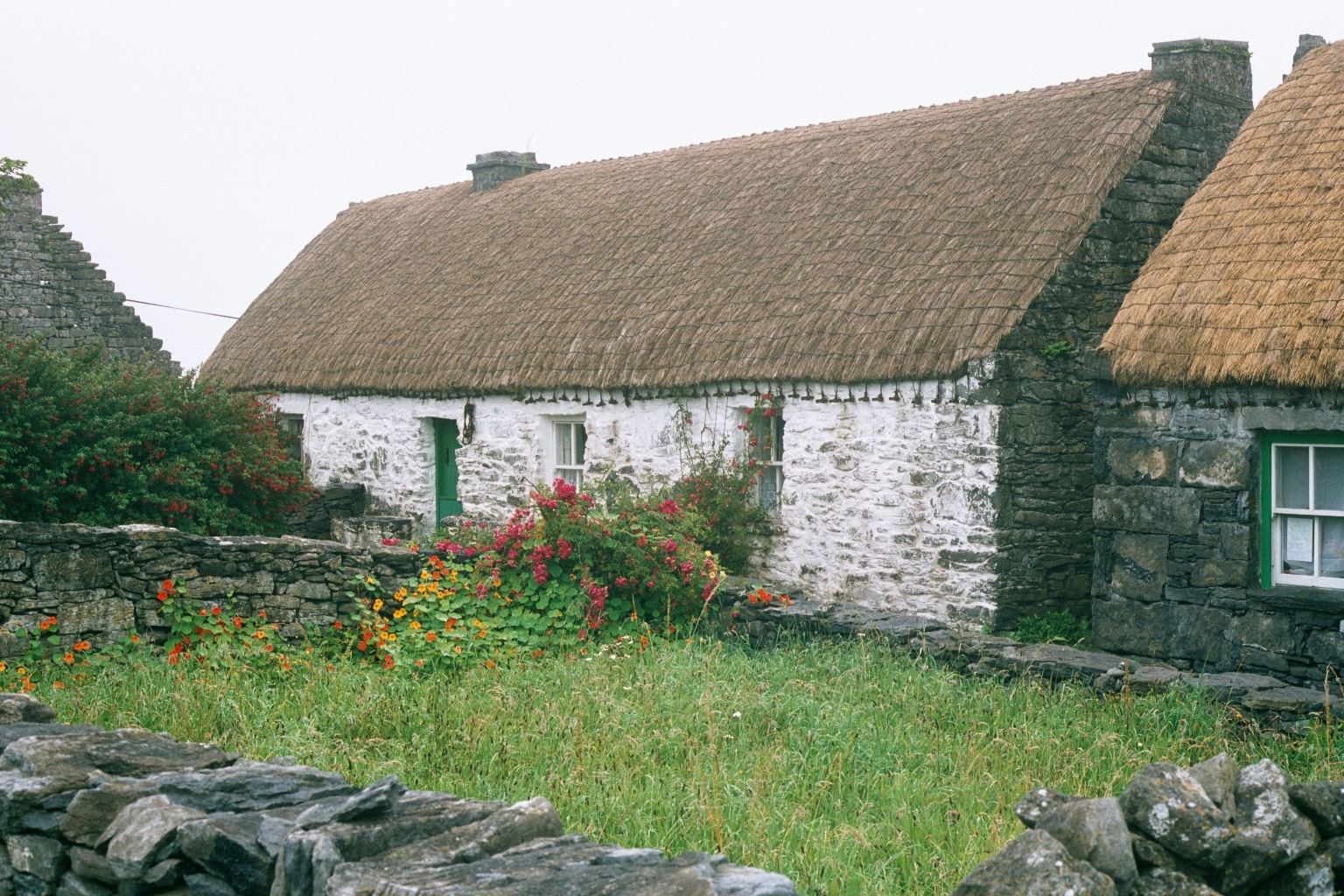
Teach Synge

- Dún Chonchúir oder Doonconor, ein ovales Dun (Steinfort).
- Dún Fearbhaí ein Steinfort aus dem 4. Jahrhundert. Seine Besonderheit ist die etwa D-förmige Bauweise, die sich von den runden oder halbrunden Duns auf Inishmore unterscheidet.
- Teach Synge (Synge’s Cottage), das Haus, in welchem John Millington Synge (1871–1909) in den Jahren 1898 bis 1902 den Sommer verbrachte. Es wurde in den Originalzustand versetzt und steht seit August 1999 für Besucher offen.
- Cathaoir Synge (Synge’s Chair), Lieblingsort des Autors auf Inishmaan.